# Tour Down Under 2024
El Tour Down Under 2024 va ser una cursa de 6 etapes de ciclisme de carretera que va tenir lloc entre el 16 i el 21 de gener de 2024 a Adelaide, Austràlia i a les seves proximitats. Fou la 24a edició del Tour Down Under i la primera cursa del calendari UCI World Tour 2024.
El vencedor final fou el gal·lès Stephen Williams (Israel-Premier Tech), que s'imposà a Jhonatan Narváez (Ineos Grenadiers) i a Isaac del Toro (UAE Team Emirates), segon i tercer respectivament.

## Equips
Els equips que participen a la cursa són els divuit UCI WorldTeams, un UCI ProTeam i un equip nacional.
| WorldTeams (18)- Alpecin-Deceuninck - Arkéa-B&B Hotels - Astana Qazaqstan Team - Bora-Hansgrohe - Cofidis - EF Education-EasyPost - Ineos Grenadiers - Intermarché-Wanty - Lidl-Trek - Movistar Team - Soudal Quick-Step - Team Jayco AlUla - Team Visma \| Lease a Bike - UAE Team Emirates - Team dsm-firmenich PostNL - Bahrain Victorious - Groupama-FDJ - Decathlon-AG2R La Mondiale ProTeam- Israel-Premier Tech Equip nacional- Austràlia |
| |

## Recorregut
| Etapa    | Data      | Ciutats d'etapa                 | type                    | Distància (km) | Desnivell (m) | Vencedor de l'etapa | Líder de la general |
| -------- | --------- | ------------------------------- | ----------------------- | -------------- | ------------- | ------------------- | ------------------- |
| 1a etapa | 16 de gen | Tanunda – Tanunda               | etapa plana             | 144            | 1.381 m       | Sam Welsford        | Sam Welsford        |
| 2a etapa | 17 de gen | Norwood – Lobethal              | etapa accidentada       | 141,6          | 2.269 m       | Isaac del Toro      | Isaac del Toro      |
| 3a etapa | 18 de gen | Tea Tree Gully – Campbelltown   | etapa plana             | 145,3          | 1.606 m       | Sam Welsford        | Isaac del Toro      |
| 4a etapa | 19 de gen | Murray Bridge – Port Elliot     | etapa plana             | 136,2          | 575 m         | Sam Welsford        | Isaac del Toro      |
| 5a etapa | 20 de gen | Christies Beach – Willunga Hill | etapa de mitja muntanya | 129,3          | 1.437 m       | Oscar Onley         | Stephen Williams    |
| 6a etapa | 21 de gen | Unley – Mount Lofty             | etapa de mitja muntanya | 128,2          | 2.344 m       | Stephen Williams    | Stephen Williams    |

## Etapes

### Etapa 1
16 de gener de 2024. Tanunda - Tanunda, 144 km
| \| Classificació de l'etapa \| Classificació de l'etapa \| Classificació de l'etapa \| Classificació de l'etapa \| Classificació de l'etapa \| \| Corredor \| Corredor \| Equip \| Temps \| \| \| ------------------------ \| ------------------------ \| ------------------------ \| ------------------------ \| ------------------------ \| \| 1r \| Sam Welsford \| Bora-Hansgrohe \| 3h 25' 56" \| \| \| 2n \| Phil Bauhaus \| Bahrain Victorious \| + 0" \| \| \| 3r \| Biniam Girmay \| Intermarché-Wanty \| + 0" \| \| \| 4t \| Caleb Ewan \| Team Jayco AlUla \| + 0" \| \| \| 5è \| Jhonatan Narváez Prado \| Ineos Grenadiers \| + 0" \| \| \| 6è \| Max Kanter \| Astana Qazaqstan Team \| + 0" \| \| \| 7è \| Danny van Poppel \| Bora-Hansgrohe \| + 0" \| \| \| 8è \| Corbin Strong \| Israel-Premier Tech \| + 0" \| \| \| 9è \| Madis Mihkels \| Intermarché-Wanty \| + 0" \| \| \| 10è \| Mathias Vacek \| Lidl-Trek \| + 0" \| \| |                        |                       |            |
| |                        |                       |            |
| Font: ProCyclingStats |                        |                       |            |
| Classificació de l'etapa |                        |                       |            |
| Corredor | Corredor               | Equip                 | Temps      |
| 1r | Sam Welsford           | Bora-Hansgrohe        | 3h 25' 56" |
| 2n | Phil Bauhaus           | Bahrain Victorious    | + 0"       |
| 3r | Biniam Girmay          | Intermarché-Wanty     | + 0"       |
| 4t | Caleb Ewan             | Team Jayco AlUla      | + 0"       |
| 5è | Jhonatan Narváez Prado | Ineos Grenadiers      | + 0"       |
| 6è | Max Kanter             | Astana Qazaqstan Team | + 0"       |
| 7è | Danny van Poppel       | Bora-Hansgrohe        | + 0"       |
| 8è | Corbin Strong          | Israel-Premier Tech   | + 0"       |
| 9è | Madis Mihkels          | Intermarché-Wanty     | + 0"       |
| 10è | Mathias Vacek          | Lidl-Trek             | + 0"       |

| \| Classificació general \| Classificació general \| Classificació general \| Classificació general \| Classificació general \| \| Corredor \| Corredor \| Equip \| Temps \| \| \| --------------------- \| ---------------------- \| --------------------- \| --------------------- \| --------------------- \| \| 1r \| Sam Welsford \| Bora-Hansgrohe \| 3h 25' 46" \| \| \| 2n \| Phil Bauhaus \| Bahrain Victorious \| + 4" \| \| \| 3r \| Biniam Girmay \| Intermarché-Wanty \| + 6" \| \| \| 4t \| Corbin Strong \| Israel-Premier Tech \| + 7" \| \| \| 5è \| Georg Zimmermann \| Intermarché-Wanty \| + 7" \| \| \| 6è \| Finn Fisher-Black \| UAE Team Emirates \| + 7" \| \| \| 7è \| Louis Barré \| Arkéa-B&B Hotels \| + 8" \| \| \| 8è \| Jhonatan Narváez Prado \| Ineos Grenadiers \| + 9" \| \| \| 9è \| Caleb Ewan \| Team Jayco AlUla \| + 10" \| \| \| 10è \| Max Kanter \| Astana Qazaqstan Team \| + 10" \| \| |                        |                       |            |
| |                        |                       |            |
| Font: ProCyclingStats |                        |                       |            |
| Classificació general |                        |                       |            |
| Corredor | Corredor               | Equip                 | Temps      |
| 1r | Sam Welsford           | Bora-Hansgrohe        | 3h 25' 46" |
| 2n | Phil Bauhaus           | Bahrain Victorious    | + 4"       |
| 3r | Biniam Girmay          | Intermarché-Wanty     | + 6"       |
| 4t | Corbin Strong          | Israel-Premier Tech   | + 7"       |
| 5è | Georg Zimmermann       | Intermarché-Wanty     | + 7"       |
| 6è | Finn Fisher-Black      | UAE Team Emirates     | + 7"       |
| 7è | Louis Barré            | Arkéa-B&B Hotels      | + 8"       |
| 8è | Jhonatan Narváez Prado | Ineos Grenadiers      | + 9"       |
| 9è | Caleb Ewan             | Team Jayco AlUla      | + 10"      |
| 10è | Max Kanter             | Astana Qazaqstan Team | + 10"      |

### Etapa 2
17 de gener de 2024. Norwood - Lobethal, 141.6 km
| \| Classificació de l'etapa \| Classificació de l'etapa \| Classificació de l'etapa \| Classificació de l'etapa \| Classificació de l'etapa \| \| Corredor \| Corredor \| Equip \| Temps \| \| \| ------------------------ \| ------------------------ \| ------------------------ \| ------------------------ \| ------------------------ \| \| 1r \| Isaac del Toro \| UAE Team Emirates \| 3h 29' 37" \| \| \| 2n \| Corbin Strong \| Israel-Premier Tech \| + 0" \| \| \| 3r \| Stephen Williams \| Israel-Premier Tech \| + 0" \| \| \| 4t \| Biniam Girmay \| Intermarché-Wanty \| + 0" \| \| \| 5è \| Caleb Ewan \| Team Jayco AlUla \| + 0" \| \| \| 6è \| Lars Boven \| Alpecin-Deceuninck \| + 0" \| \| \| 7è \| Ruben Guerreiro \| Movistar Team \| + 0" \| \| \| 8è \| Danny van Poppel \| Bora-Hansgrohe \| + 0" \| \| \| 9è \| Max Kanter \| Astana Qazaqstan Team \| + 0" \| \| \| 10è \| Laurence Pithie \| Groupama-FDJ \| + 0" \| \| |                  |                       |            |
| |                  |                       |            |
| Font: ProCyclingStats |                  |                       |            |
| Classificació de l'etapa |                  |                       |            |
| Corredor | Corredor         | Equip                 | Temps      |
| 1r | Isaac del Toro   | UAE Team Emirates     | 3h 29' 37" |
| 2n | Corbin Strong    | Israel-Premier Tech   | + 0"       |
| 3r | Stephen Williams | Israel-Premier Tech   | + 0"       |
| 4t | Biniam Girmay    | Intermarché-Wanty     | + 0"       |
| 5è | Caleb Ewan       | Team Jayco AlUla      | + 0"       |
| 6è | Lars Boven       | Alpecin-Deceuninck    | + 0"       |
| 7è | Ruben Guerreiro  | Movistar Team         | + 0"       |
| 8è | Danny van Poppel | Bora-Hansgrohe        | + 0"       |
| 9è | Max Kanter       | Astana Qazaqstan Team | + 0"       |
| 10è | Laurence Pithie  | Groupama-FDJ          | + 0"       |

| \| Classificació general \| Classificació general \| Classificació general \| Classificació general \| Classificació general \| \| Corredor \| Corredor \| Equip \| Temps \| \| \| --------------------- \| ---------------------- \| --------------------- \| --------------------- \| --------------------- \| \| 1r \| Isaac del Toro \| UAE Team Emirates \| 6h 55' 22" \| \| \| 2n \| Corbin Strong \| Israel-Premier Tech \| + 2" \| \| \| 3r \| Biniam Girmay \| Intermarché-Wanty \| + 7" \| \| \| 4t \| Stephen Williams \| Israel-Premier Tech \| + 7" \| \| \| 5è \| Georg Zimmermann \| Intermarché-Wanty \| + 8" \| \| \| 6è \| Finn Fisher-Black \| UAE Team Emirates \| + 8" \| \| \| 7è \| Louis Barré \| Arkéa-B&B Hotels \| + 9" \| \| \| 8è \| Caleb Ewan \| Team Jayco AlUla \| + 10" \| \| \| 9è \| Jhonatan Narváez Prado \| Ineos Grenadiers \| + 10" \| \| \| 10è \| Danny van Poppel \| Bora-Hansgrohe \| + 11" \| \| |                        |                     |            |
| |                        |                     |            |
| Font: ProCyclingStats |                        |                     |            |
| Classificació general |                        |                     |            |
| Corredor | Corredor               | Equip               | Temps      |
| 1r | Isaac del Toro         | UAE Team Emirates   | 6h 55' 22" |
| 2n | Corbin Strong          | Israel-Premier Tech | + 2"       |
| 3r | Biniam Girmay          | Intermarché-Wanty   | + 7"       |
| 4t | Stephen Williams       | Israel-Premier Tech | + 7"       |
| 5è | Georg Zimmermann       | Intermarché-Wanty   | + 8"       |
| 6è | Finn Fisher-Black      | UAE Team Emirates   | + 8"       |
| 7è | Louis Barré            | Arkéa-B&B Hotels    | + 9"       |
| 8è | Caleb Ewan             | Team Jayco AlUla    | + 10"      |
| 9è | Jhonatan Narváez Prado | Ineos Grenadiers    | + 10"      |
| 10è | Danny van Poppel       | Bora-Hansgrohe      | + 11"      |

### Etapa 3
18 de gener de 2024. Tea Tree Gully - Campbelltown, 145.3 km
| \| Classificació de l'etapa \| Classificació de l'etapa \| Classificació de l'etapa \| Classificació de l'etapa \| Classificació de l'etapa \| \| Corredor \| Corredor \| Equip \| Temps \| \| \| ------------------------ \| ------------------------ \| ------------------------- \| ------------------------ \| ------------------------ \| \| 1r \| Sam Welsford \| Bora-Hansgrohe \| 3h 20' 42" \| \| \| 2n \| Elia Viviani \| Ineos Grenadiers \| + 0" \| \| \| 3r \| Daniel McLay \| Arkéa-B&B Hotels \| + 0" \| \| \| 4t \| Laurence Pithie \| Groupama-FDJ \| + 0" \| \| \| 5è \| Max Kanter \| Astana Qazaqstan Team \| + 0" \| \| \| 6è \| Caleb Ewan \| Team Jayco AlUla \| + 0" \| \| \| 7è \| Álvaro Hodeg Chagui \| UAE Team Emirates \| + 0" \| \| \| 8è \| Biniam Girmay \| Intermarché-Wanty \| + 0" \| \| \| 9è \| Jhonatan Narváez Prado \| Ineos Grenadiers \| + 0" \| \| \| 10è \| Emīls Liepiņš \| Team dsm-firmenich PostNL \| + 0" \| \| |                        |                           |            |
| |                        |                           |            |
| Font: ProCyclingStats |                        |                           |            |
| Classificació de l'etapa |                        |                           |            |
| Corredor | Corredor               | Equip                     | Temps      |
| 1r | Sam Welsford           | Bora-Hansgrohe            | 3h 20' 42" |
| 2n | Elia Viviani           | Ineos Grenadiers          | + 0"       |
| 3r | Daniel McLay           | Arkéa-B&B Hotels          | + 0"       |
| 4t | Laurence Pithie        | Groupama-FDJ              | + 0"       |
| 5è | Max Kanter             | Astana Qazaqstan Team     | + 0"       |
| 6è | Caleb Ewan             | Team Jayco AlUla          | + 0"       |
| 7è | Álvaro Hodeg Chagui    | UAE Team Emirates         | + 0"       |
| 8è | Biniam Girmay          | Intermarché-Wanty         | + 0"       |
| 9è | Jhonatan Narváez Prado | Ineos Grenadiers          | + 0"       |
| 10è | Emīls Liepiņš          | Team dsm-firmenich PostNL | + 0"       |

| \| Classificació general \| Classificació general \| Classificació general \| Classificació general \| Classificació general \| \| Corredor \| Corredor \| Equip \| Temps \| \| \| --------------------- \| --------------------- \| --------------------- \| --------------------- \| --------------------- \| \| 1r \| Isaac del Toro \| UAE Team Emirates \| 10h 16' 04" \| \| \| 2n \| Corbin Strong \| Israel-Premier Tech \| + 2" \| \| \| 3r \| Axel Mariault \| Cofidis \| + 5" \| \| \| 4t \| Biniam Girmay \| Intermarché-Wanty \| + 7" \| \| \| 5è \| Stephen Williams \| Israel-Premier Tech \| + 7" \| \| \| 6è \| Stefan de Bod \| EF Education-EasyPost \| + 7" \| \| \| 7è \| Georg Zimmermann \| Intermarché-Wanty \| + 8" \| \| \| 8è \| Finn Fisher-Black \| UAE Team Emirates \| + 8" \| \| \| 9è \| Louis Barré \| Arkéa-B&B Hotels \| + 9" \| \| \| 10è \| Caleb Ewan \| Team Jayco AlUla \| + 10" \| \| |                   |                       |             |
| |                   |                       |             |
| Font: ProCyclingStats |                   |                       |             |
| Classificació general |                   |                       |             |
| Corredor | Corredor          | Equip                 | Temps       |
| 1r | Isaac del Toro    | UAE Team Emirates     | 10h 16' 04" |
| 2n | Corbin Strong     | Israel-Premier Tech   | + 2"        |
| 3r | Axel Mariault     | Cofidis               | + 5"        |
| 4t | Biniam Girmay     | Intermarché-Wanty     | + 7"        |
| 5è | Stephen Williams  | Israel-Premier Tech   | + 7"        |
| 6è | Stefan de Bod     | EF Education-EasyPost | + 7"        |
| 7è | Georg Zimmermann  | Intermarché-Wanty     | + 8"        |
| 8è | Finn Fisher-Black | UAE Team Emirates     | + 8"        |
| 9è | Louis Barré       | Arkéa-B&B Hotels      | + 9"        |
| 10è | Caleb Ewan        | Team Jayco AlUla      | + 10"       |

### Etapa 4
19 de gener de 2024. Murray Bridge - Port Elliot, 136.2 km
| \| Classificació de l'etapa \| Classificació de l'etapa \| Classificació de l'etapa \| Classificació de l'etapa \| Classificació de l'etapa \| \| Corredor \| Corredor \| Equip \| Temps \| \| \| ------------------------ \| ------------------------- \| ------------------------ \| ------------------------ \| ------------------------ \| \| 1r \| Sam Welsford \| Bora-Hansgrohe \| 2h 59' 50" \| \| \| 2n \| Biniam Girmay \| Intermarché-Wanty \| + 0" \| \| \| 3r \| Lars Boven \| Alpecin-Deceuninck \| + 0" \| \| \| 4t \| Milan Fretin \| Cofidis \| + 0" \| \| \| 5è \| Laurence Pithie \| Groupama-FDJ \| + 0" \| \| \| 6è \| Gonzalo Serrano Rodríguez \| Movistar Team \| + 0" \| \| \| 7è \| Max Kanter \| Astana Qazaqstan Team \| + 0" \| \| \| 8è \| Antoine Huby \| Soudal Quick-Step \| + 0" \| \| \| 9è \| Phil Bauhaus \| Bahrain Victorious \| + 0" \| \| \| 10è \| Simon Clarke \| Israel-Premier Tech \| + 0" \| \| |                           |                       |            |
| |                           |                       |            |
| Font: ProCyclingStats |                           |                       |            |
| Classificació de l'etapa |                           |                       |            |
| Corredor | Corredor                  | Equip                 | Temps      |
| 1r | Sam Welsford              | Bora-Hansgrohe        | 2h 59' 50" |
| 2n | Biniam Girmay             | Intermarché-Wanty     | + 0"       |
| 3r | Lars Boven                | Alpecin-Deceuninck    | + 0"       |
| 4t | Milan Fretin              | Cofidis               | + 0"       |
| 5è | Laurence Pithie           | Groupama-FDJ          | + 0"       |
| 6è | Gonzalo Serrano Rodríguez | Movistar Team         | + 0"       |
| 7è | Max Kanter                | Astana Qazaqstan Team | + 0"       |
| 8è | Antoine Huby              | Soudal Quick-Step     | + 0"       |
| 9è | Phil Bauhaus              | Bahrain Victorious    | + 0"       |
| 10è | Simon Clarke              | Israel-Premier Tech   | + 0"       |

| \| Classificació general \| Classificació general \| Classificació general \| Classificació general \| Classificació general \| \| Corredor \| Corredor \| Equip \| Temps \| \| \| --------------------- \| --------------------- \| --------------------- \| --------------------- \| --------------------- \| \| 1r \| Isaac del Toro \| UAE Team Emirates \| 13h 15' 54" \| \| \| 2n \| Biniam Girmay \| Intermarché-Wanty \| + 1" \| \| \| 3r \| Corbin Strong \| Israel-Premier Tech \| + 2" \| \| \| 4t \| Axel Mariault \| Cofidis \| + 5" \| \| \| 5è \| Stephen Williams \| Israel-Premier Tech \| + 7" \| \| \| 6è \| Lars Boven \| Alpecin-Deceuninck \| + 7" \| \| \| 7è \| Stefan de Bod \| EF Education-EasyPost \| + 7" \| \| \| 8è \| Georg Zimmermann \| Intermarché-Wanty \| + 8" \| \| \| 9è \| Finn Fisher-Black \| UAE Team Emirates \| + 8" \| \| \| 10è \| Louis Barré \| Arkéa-B&B Hotels \| + 9" \| \| |                   |                       |             |
| |                   |                       |             |
| Font: ProCyclingStats |                   |                       |             |
| Classificació general |                   |                       |             |
| Corredor | Corredor          | Equip                 | Temps       |
| 1r | Isaac del Toro    | UAE Team Emirates     | 13h 15' 54" |
| 2n | Biniam Girmay     | Intermarché-Wanty     | + 1"        |
| 3r | Corbin Strong     | Israel-Premier Tech   | + 2"        |
| 4t | Axel Mariault     | Cofidis               | + 5"        |
| 5è | Stephen Williams  | Israel-Premier Tech   | + 7"        |
| 6è | Lars Boven        | Alpecin-Deceuninck    | + 7"        |
| 7è | Stefan de Bod     | EF Education-EasyPost | + 7"        |
| 8è | Georg Zimmermann  | Intermarché-Wanty     | + 8"        |
| 9è | Finn Fisher-Black | UAE Team Emirates     | + 8"        |
| 10è | Louis Barré       | Arkéa-B&B Hotels      | + 9"        |

### Etapa 5
20 de gener de 2024. Christies Beach - Willunga Hill, 129.3 km
| \| Classificació de l'etapa \| Classificació de l'etapa \| Classificació de l'etapa \| Classificació de l'etapa \| Classificació de l'etapa \| \| Corredor \| Corredor \| Equip \| Temps \| \| \| ------------------------ \| ------------------------ \| -------------------------- \| ------------------------ \| ------------------------ \| \| 1r \| Oscar Onley \| Team dsm-firmenich PostNL \| 2h 52' 23" \| \| \| 2n \| Stephen Williams \| Israel-Premier Tech \| + 0" \| \| \| 3r \| Jhonatan Narváez Prado \| Ineos Grenadiers \| + 0" \| \| \| 4t \| Julian Alaphilippe \| Soudal Quick-Step \| + 3" \| \| \| 5è \| Bart Lemmen \| Team Visma \\| Lease a Bike \| + 3" \| \| \| 6è \| Simon Yates \| Team Jayco AlUla \| + 3" \| \| \| 7è \| Valentin Paret-Peintre \| Decathlon-AG2R La Mondiale \| + 6" \| \| \| 8è \| Isaac del Toro \| UAE Team Emirates \| + 6" \| \| \| 9è \| Damien Howson \| Austràlia \| + 12" \| \| \| 10è \| Finn Fisher-Black \| UAE Team Emirates \| + 20" \| \| |                        |                            |            |
| |                        |                            |            |
| Font: ProCyclingStats |                        |                            |            |
| Classificació de l'etapa |                        |                            |            |
| Corredor | Corredor               | Equip                      | Temps      |
| 1r | Oscar Onley            | Team dsm-firmenich PostNL  | 2h 52' 23" |
| 2n | Stephen Williams       | Israel-Premier Tech        | + 0"       |
| 3r | Jhonatan Narváez Prado | Ineos Grenadiers           | + 0"       |
| 4t | Julian Alaphilippe     | Soudal Quick-Step          | + 3"       |
| 5è | Bart Lemmen            | Team Visma \| Lease a Bike | + 3"       |
| 6è | Simon Yates            | Team Jayco AlUla           | + 3"       |
| 7è | Valentin Paret-Peintre | Decathlon-AG2R La Mondiale | + 6"       |
| 8è | Isaac del Toro         | UAE Team Emirates          | + 6"       |
| 9è | Damien Howson          | Austràlia                  | + 12"      |
| 10è | Finn Fisher-Black      | UAE Team Emirates          | + 20"      |

| \| Classificació general \| Classificació general \| Classificació general \| Classificació general \| Classificació general \| \| Corredor \| Corredor \| Equip \| Temps \| \| \| --------------------- \| ---------------------- \| -------------------------- \| --------------------- \| --------------------- \| \| 1r \| Stephen Williams \| Israel-Premier Tech \| 16h 08' 18" \| \| \| 2n \| Oscar Onley \| Team dsm-firmenich PostNL \| + 0" \| \| \| 3r \| Jhonatan Narváez Prado \| Ineos Grenadiers \| + 5" \| \| \| 4t \| Isaac del Toro \| UAE Team Emirates \| + 5" \| \| \| 5è \| Julian Alaphilippe \| Soudal Quick-Step \| + 13" \| \| \| 6è \| Bart Lemmen \| Team Visma \\| Lease a Bike \| + 13" \| \| \| 7è \| Simon Yates \| Team Jayco AlUla \| + 13" \| \| \| 8è \| Valentin Paret-Peintre \| Decathlon-AG2R La Mondiale \| + 16" \| \| \| 9è \| Damien Howson \| Austràlia \| + 22" \| \| \| 10è \| Axel Mariault \| Cofidis \| + 24" \| \| |                        |                            |             |
| |                        |                            |             |
| Font: ProCyclingStats |                        |                            |             |
| Classificació general |                        |                            |             |
| Corredor | Corredor               | Equip                      | Temps       |
| 1r | Stephen Williams       | Israel-Premier Tech        | 16h 08' 18" |
| 2n | Oscar Onley            | Team dsm-firmenich PostNL  | + 0"        |
| 3r | Jhonatan Narváez Prado | Ineos Grenadiers           | + 5"        |
| 4t | Isaac del Toro         | UAE Team Emirates          | + 5"        |
| 5è | Julian Alaphilippe     | Soudal Quick-Step          | + 13"       |
| 6è | Bart Lemmen            | Team Visma \| Lease a Bike | + 13"       |
| 7è | Simon Yates            | Team Jayco AlUla           | + 13"       |
| 8è | Valentin Paret-Peintre | Decathlon-AG2R La Mondiale | + 16"       |
| 9è | Damien Howson          | Austràlia                  | + 22"       |
| 10è | Axel Mariault          | Cofidis                    | + 24"       |

### Etapa 6
21 de gener de 2024. Unley - Mount Lofty, 128.2 km
| \| Classificació de l'etapa \| Classificació de l'etapa \| Classificació de l'etapa \| Classificació de l'etapa \| Classificació de l'etapa \| \| Corredor \| Corredor \| Equip \| Temps \| \| \| ------------------------ \| ------------------------ \| -------------------------- \| ------------------------ \| ------------------------ \| \| 1r \| Stephen Williams \| Israel-Premier Tech \| 3h 05' 26" \| \| \| 2n \| Jhonatan Narváez Prado \| Ineos Grenadiers \| + 0" \| \| \| 3r \| Isaac del Toro \| UAE Team Emirates \| + 0" \| \| \| 4t \| Bart Lemmen \| Team Visma \\| Lease a Bike \| + 0" \| \| \| 5è \| Laurence Pithie \| Groupama-FDJ \| + 3" \| \| \| 6è \| Julian Alaphilippe \| Soudal Quick-Step \| + 10" \| \| \| 7è \| Damien Howson \| Austràlia \| + 10" \| \| \| 8è \| Cristian Scaroni \| Astana Qazaqstan Team \| + 10" \| \| \| 9è \| Bauke Mollema \| Lidl-Trek \| + 10" \| \| \| 10è \| Lars Boven \| Alpecin-Deceuninck \| + 10" \| \| |                        |                            |            |
| |                        |                            |            |
| Font: ProCyclingStats |                        |                            |            |
| Classificació de l'etapa |                        |                            |            |
| Corredor | Corredor               | Equip                      | Temps      |
| 1r | Stephen Williams       | Israel-Premier Tech        | 3h 05' 26" |
| 2n | Jhonatan Narváez Prado | Ineos Grenadiers           | + 0"       |
| 3r | Isaac del Toro         | UAE Team Emirates          | + 0"       |
| 4t | Bart Lemmen            | Team Visma \| Lease a Bike | + 0"       |
| 5è | Laurence Pithie        | Groupama-FDJ               | + 3"       |
| 6è | Julian Alaphilippe     | Soudal Quick-Step          | + 10"      |
| 7è | Damien Howson          | Austràlia                  | + 10"      |
| 8è | Cristian Scaroni       | Astana Qazaqstan Team      | + 10"      |
| 9è | Bauke Mollema          | Lidl-Trek                  | + 10"      |
| 10è | Lars Boven             | Alpecin-Deceuninck         | + 10"      |

## Classificacions finals

### Classificació general
| \| Classificació general \| Classificació general \| Classificació general \| Classificació general \| Classificació general \| \| Corredor \| Corredor \| Equip \| Temps \| \| \| --------------------- \| ---------------------- \| -------------------------- \| --------------------- \| --------------------- \| \| 1r \| Stephen Williams \| Israel-Premier Tech \| 19h 13' 34" \| \| \| 2n \| Jhonatan Narváez Prado \| Ineos Grenadiers \| + 9" \| \| \| 3r \| Isaac del Toro \| UAE Team Emirates \| + 11" \| \| \| 4t \| Oscar Onley \| Team dsm-firmenich PostNL \| + 20" \| \| \| 5è \| Bart Lemmen \| Team Visma \\| Lease a Bike \| + 23" \| \| \| 6è \| Julian Alaphilippe \| Soudal Quick-Step \| + 33" \| \| \| 7è \| Simon Yates \| Team Jayco AlUla \| + 33" \| \| \| 8è \| Valentin Paret-Peintre \| Decathlon-AG2R La Mondiale \| + 36" \| \| \| 9è \| Damien Howson \| Austràlia \| + 42" \| \| \| 10è \| Jack Haig \| Bahrain Victorious \| + 50" \| \| |                        |                            |             |
| |                        |                            |             |
| Font: ProCyclingStats |                        |                            |             |
| Classificació general |                        |                            |             |
| Corredor | Corredor               | Equip                      | Temps       |
| 1r | Stephen Williams       | Israel-Premier Tech        | 19h 13' 34" |
| 2n | Jhonatan Narváez Prado | Ineos Grenadiers           | + 9"        |
| 3r | Isaac del Toro         | UAE Team Emirates          | + 11"       |
| 4t | Oscar Onley            | Team dsm-firmenich PostNL  | + 20"       |
| 5è | Bart Lemmen            | Team Visma \| Lease a Bike | + 23"       |
| 6è | Julian Alaphilippe     | Soudal Quick-Step          | + 33"       |
| 7è | Simon Yates            | Team Jayco AlUla           | + 33"       |
| 8è | Valentin Paret-Peintre | Decathlon-AG2R La Mondiale | + 36"       |
| 9è | Damien Howson          | Austràlia                  | + 42"       |
| 10è | Jack Haig              | Bahrain Victorious         | + 50"       |

### Classificacions secundàries
| Classificació de la muntanya | Classificació de la muntanya | Classificació de la muntanya | Classificació de la muntanya | Classificació de la muntanya |
| Corredor                     | Corredor                     | Equip                        | Punts                        |                              |
| ---------------------------- | ---------------------------- | ---------------------------- | ---------------------------- | ---------------------------- |
| 1r                           | Luke Burns                   | Austràlia                    | 45 pts                       |                              |
| 2n                           | Jardi Christiaan van der Lee | EF Education-EasyPost        | 23 pts                       |                              |
| 3r                           | Gil Gelders                  | Soudal Quick-Step            | 20 pts                       |                              |
| 4t                           | Chris Harper                 | Team Jayco AlUla             | 12 pts                       |                              |
| 5è                           | Julian Alaphilippe           | Soudal Quick-Step            | 10 pts                       |                              |
| 6è                           | António Morgado              | UAE Team Emirates            | 8 pts                        |                              |
| 7è                           | Tristan Saunders             | Team BridgeLane              | 8 pts                        |                              |
| 8è                           | Jacopo Mosca                 | Lidl-Trek                    | 7 pts                        |                              |
| 9è                           | Louis Barré                  | Arkéa-B&B Hotels             | 6 pts                        |                              |
| 10è                          | Oscar Onley                  | Team dsm-firmenich PostNL    | 6 pts                        |                              |

| Classificació de la muntanya | Classificació de la muntanya | Classificació de la muntanya | Classificació de la muntanya | Classificació de la muntanya |
| Corredor                     | Corredor                     | Equip                        | Punts                        |                              |
| ---------------------------- | ---------------------------- | ---------------------------- | ---------------------------- | ---------------------------- |
| 1r                           | Luke Burns                   | Austràlia                    | 45 pts                       |                              |
| 2n                           | Jardi Christiaan van der Lee | EF Education-EasyPost        | 23 pts                       |                              |
| 3r                           | Gil Gelders                  | Soudal Quick-Step            | 20 pts                       |                              |
| 4t                           | Chris Harper                 | Team Jayco AlUla             | 12 pts                       |                              |
| 5è                           | Julian Alaphilippe           | Soudal Quick-Step            | 10 pts                       |                              |
| 6è                           | António Morgado              | UAE Team Emirates            | 8 pts                        |                              |
| 7è                           | Tristan Saunders             | Team BridgeLane              | 8 pts                        |                              |
| 8è                           | Jacopo Mosca                 | Lidl-Trek                    | 7 pts                        |                              |
| 9è                           | Louis Barré                  | Arkéa-B&B Hotels             | 6 pts                        |                              |
| 10è                          | Oscar Onley                  | Team dsm-firmenich PostNL    | 6 pts                        |                              |

| Classificació per punts | Classificació per punts | Classificació per punts | Classificació per punts | Classificació per punts |
| Corredor                | Corredor                | Equip                   | Punts                   |                         |
| ----------------------- | ----------------------- | ----------------------- | ----------------------- | ----------------------- |
| 1r                      | Sam Welsford            | Bora-Hansgrohe          | 90 pts                  |                         |
| 2n                      | Biniam Girmay           | Intermarché-Wanty       | 77 pts                  |                         |
| 3r                      | Jhonatan Narváez Prado  | Ineos Grenadiers        | 70 pts                  |                         |
| 4t                      | Stephen Williams        | Israel-Premier Tech     | 69 pts                  |                         |
| 5è                      | Isaac del Toro          | UAE Team Emirates       | 61 pts                  |                         |
| 6è                      | Laurence Pithie         | Groupama-FDJ            | 60 pts                  |                         |
| 7è                      | Max Kanter              | Astana Qazaqstan Team   | 54 pts                  |                         |
| 8è                      | Caleb Ewan              | Team Jayco AlUla        | 52 pts                  |                         |
| 9è                      | Lars Boven              | Alpecin-Deceuninck      | 44 pts                  |                         |
| 10è                     | Phil Bauhaus            | Bahrain Victorious      | 36 pts                  |                         |

| Classificació per punts | Classificació per punts | Classificació per punts | Classificació per punts | Classificació per punts |
| Corredor                | Corredor                | Equip                   | Punts                   |                         |
| ----------------------- | ----------------------- | ----------------------- | ----------------------- | ----------------------- |
| 1r                      | Sam Welsford            | Bora-Hansgrohe          | 90 pts                  |                         |
| 2n                      | Biniam Girmay           | Intermarché-Wanty       | 77 pts                  |                         |
| 3r                      | Jhonatan Narváez Prado  | Ineos Grenadiers        | 70 pts                  |                         |
| 4t                      | Stephen Williams        | Israel-Premier Tech     | 69 pts                  |                         |
| 5è                      | Isaac del Toro          | UAE Team Emirates       | 61 pts                  |                         |
| 6è                      | Laurence Pithie         | Groupama-FDJ            | 60 pts                  |                         |
| 7è                      | Max Kanter              | Astana Qazaqstan Team   | 54 pts                  |                         |
| 8è                      | Caleb Ewan              | Team Jayco AlUla        | 52 pts                  |                         |
| 9è                      | Lars Boven              | Alpecin-Deceuninck      | 44 pts                  |                         |
| 10è                     | Phil Bauhaus            | Bahrain Victorious      | 36 pts                  |                         |

| Classificació del millor jove | Classificació del millor jove | Classificació del millor jove | Classificació del millor jove | Classificació del millor jove |
| Corredor                      | Corredor                      | Equip                         | Temps                         |                               |
| ----------------------------- | ----------------------------- | ----------------------------- | ----------------------------- | ----------------------------- |
| 1r                            | Isaac del Toro                | UAE Team Emirates             | 19h 13' 45"                   |                               |
| 2n                            | Oscar Onley                   | Team dsm-firmenich PostNL     | + 9"                          |                               |
| 3r                            | Bastien Tronchon              | Decathlon-AG2R La Mondiale    | + 1' 00"                      |                               |
| 4t                            | Laurence Pithie               | Groupama-FDJ                  | + 1' 01"                      |                               |
| 5è                            | Gianmarco Garofoli            | Astana Qazaqstan Team         | + 2' 00"                      |                               |
| 6è                            | António Morgado               | UAE Team Emirates             | + 3' 33"                      |                               |
| 7è                            | Joshua Tarling                | Ineos Grenadiers              | + 5' 32"                      |                               |
| 8è                            | Loe van Belle                 | Team Visma \| Lease a Bike    | + 7' 11"                      |                               |
| 9è                            | Mathias Vacek                 | Lidl-Trek                     | + 8' 15"                      |                               |
| 10è                           | Enzo Paleni                   | Groupama-FDJ                  | + 9' 01"                      |                               |

| Classificació del millor jove | Classificació del millor jove | Classificació del millor jove | Classificació del millor jove | Classificació del millor jove |
| Corredor                      | Corredor                      | Equip                         | Temps                         |                               |
| ----------------------------- | ----------------------------- | ----------------------------- | ----------------------------- | ----------------------------- |
| 1r                            | Isaac del Toro                | UAE Team Emirates             | 19h 13' 45"                   |                               |
| 2n                            | Oscar Onley                   | Team dsm-firmenich PostNL     | + 9"                          |                               |
| 3r                            | Bastien Tronchon              | Decathlon-AG2R La Mondiale    | + 1' 00"                      |                               |
| 4t                            | Laurence Pithie               | Groupama-FDJ                  | + 1' 01"                      |                               |
| 5è                            | Gianmarco Garofoli            | Astana Qazaqstan Team         | + 2' 00"                      |                               |
| 6è                            | António Morgado               | UAE Team Emirates             | + 3' 33"                      |                               |
| 7è                            | Joshua Tarling                | Ineos Grenadiers              | + 5' 32"                      |                               |
| 8è                            | Loe van Belle                 | Team Visma \| Lease a Bike    | + 7' 11"                      |                               |
| 9è                            | Mathias Vacek                 | Lidl-Trek                     | + 8' 15"                      |                               |
| 10è                           | Enzo Paleni                   | Groupama-FDJ                  | + 9' 01"                      |                               |

| Classificació per equips | Classificació per equips   | Classificació per equips | Classificació per equips |
| Equip                    | Equip                      | Temps                    |                          |
| ------------------------ | -------------------------- | ------------------------ | ------------------------ |
| 1r                       | Decathlon-AG2R La Mondiale | 57h 44' 14"              |                          |
| 2n                       | Israel-Premier Tech        | + 4"                     |                          |
| 3r                       | UAE Team Emirates          | + 6"                     |                          |
| 4t                       | Soudal Quick-Step          | + 16"                    |                          |
| 5è                       | Team Visma \| Lease a Bike | + 24"                    |                          |
| 6è                       | Intermarché-Wanty          | + 1' 42"                 |                          |
| 7è                       | Movistar Team              | + 1' 44"                 |                          |
| 8è                       | Alpecin-Deceuninck         | + 1' 54"                 |                          |
| 9è                       | Lidl-Trek                  | + 2' 10"                 |                          |
| 10è                      | Austràlia                  | + 2' 39"                 |                          |

| Classificació per equips | Classificació per equips   | Classificació per equips | Classificació per equips |
| Equip                    | Equip                      | Temps                    |                          |
| ------------------------ | -------------------------- | ------------------------ | ------------------------ |
| 1r                       | Decathlon-AG2R La Mondiale | 57h 44' 14"              |                          |
| 2n                       | Israel-Premier Tech        | + 4"                     |                          |
| 3r                       | UAE Team Emirates          | + 6"                     |                          |
| 4t                       | Soudal Quick-Step          | + 16"                    |                          |
| 5è                       | Team Visma \| Lease a Bike | + 24"                    |                          |
| 6è                       | Intermarché-Wanty          | + 1' 42"                 |                          |
| 7è                       | Movistar Team              | + 1' 44"                 |                          |
| 8è                       | Alpecin-Deceuninck         | + 1' 54"                 |                          |
| 9è                       | Lidl-Trek                  | + 2' 10"                 |                          |
| 10è                      | Austràlia                  | + 2' 39"                 |                          |

## Evolució de les classificacions
| Etapa                  | Vencedor               | Classificació general | Classificació de la muntanya | Classificació dels esprints | Classificació dels joves | Classificació per equips   |
| ---------------------- | ---------------------- | --------------------- | ---------------------------- | --------------------------- | ------------------------ | -------------------------- |
| 1                      | Sam Welsford           | Sam Welsford          | Louis Barré                  | Sam Welsford                | Madis Mihkels            | Intermarché-Wanty          |
| 2                      | Isaac Del Toro         | Isaac Del Toro        | Luke Burns                   | Biniam Girmay               | Isaac Del Toro           | Intermarché-Wanty          |
| 3                      | Sam Welsford           | Isaac Del Toro        | Luke Burns                   | Sam Welsford                | Isaac Del Toro           | Intermarché-Wanty          |
| 4                      | Sam Welsford           | Isaac Del Toro        | Luke Burns                   | Sam Welsford                | Isaac Del Toro           | Intermarché-Wanty          |
| 5                      | Oscar Onley            | Stephen Williams      | Luke Burns                   | Sam Welsford                | Oscar Onley              | UAE Team Emirates          |
| 6                      | Stephen Williams       | Stephen Williams      | Luke Burns                   | Sam Welsford                | Isaac Del Toro           | Decathlon-AG2R La Mondiale |
| Classificacions finals | Classificacions finals | Stephen Williams      | Luke Burns                   | Sam Welsford                | Isaac Del Toro           | Decathlon-AG2R La Mondiale |

## Llista de participants
| UAE Team Emirates UAD            | UAE Team Emirates UAD     | UAE Team Emirates UAD |
| -------------------------------- | ------------------------- | --------------------- |
| Núm                              | Ciclista                  | Pos                   |
| 1                                | Alessandro Covi (ITA)     | 107è                  |
| 2                                | Finn Fisher-Black (NZL)   | 63è                   |
| 3                                | Álvaro Hodeg Chagui (COL) | 127è                  |
| 4                                | António Morgado (POR)     | 47è                   |
| 5                                | Diego Ulissi (ITA)        | 19è                   |
| 6                                | Michael Vink (NZL)        | 98è                   |
| 7                                | Isaac del Toro (MEX)      | 3r                    |
| Director esportiu: Marco Marcato |                           |                       |

| Team Jayco AlUla JAY | Team Jayco AlUla JAY     | Team Jayco AlUla JAY |
| -------------------- | ------------------------ | -------------------- |
| Núm                  | Ciclista                 | Pos                  |
| 11                   | Caleb Ewan (AUS)         | 103è                 |
| 12                   | Simon Yates (GBR)        | 7è                   |
| 13                   | Lucas Plapp (AUS) (ruta) | NP-4                 |
| 14                   | Kelland O'Brien (AUS)    | 90è                  |
| 15                   | Michael Hepburn (AUS)    | 129è                 |
| 16                   | Chris Harper (AUS)       | 26è                  |
| 17                   | Campbell Stewart (NZL)   | 122è                 |

| Bahrain Victorious TBV | Bahrain Victorious TBV      | Bahrain Victorious TBV |
| ---------------------- | --------------------------- | ---------------------- |
| Núm                    | Ciclista                    | Pos                    |
| 21                     | Nicolò Buratti (ITA)        | 119è                   |
| 22                     | Phil Bauhaus (GER)          | 88è                    |
| 23                     | Jack Haig (AUS)             | 10è                    |
| 24                     | Fran Miholjević (CRO)       | 87è                    |
| 25                     | Johan Price-Pejtersen (DEN) | 130è                   |
| 26                     | Cameron Scott (AUS)         | NP-4                   |
| 27                     | Torstein Træen (NOR)        | NP-5                   |

| Soudal Quick-Step SOQ | Soudal Quick-Step SOQ    | Soudal Quick-Step SOQ |
| --------------------- | ------------------------ | --------------------- |
| Núm                   | Ciclista                 | Pos                   |
| 31                    | Julian Alaphilippe (FRA) | 6è                    |
| 32                    | Josef Černý (CZE)        | 126è                  |
| 33                    | James Knox (GBR)         | 30è                   |
| 34                    | Casper Pedersen (DEN)    | 83è                   |
| 35                    | Pieter Serry (BEL)       | 59è                   |
| 36                    | Antoine Huby (FRA)       | 27è                   |
| 37                    | Gil Gelders (BEL)        | 76è                   |

| Decathlon-AG2R La Mondiale DAT                  | Decathlon-AG2R La Mondiale DAT | Decathlon-AG2R La Mondiale DAT |
| ----------------------------------------------- | ------------------------------ | ------------------------------ |
| Núm                                             | Ciclista                       | Pos                            |
| 41                                              | Clément Berthet (FRA)          | 46è                            |
| 42                                              | Franck Bonnamour (FRA)         | 54è                            |
| 43                                              | Jaakko Hänninen (FIN)          | 41è                            |
| 44                                              | Paul Lapeira (FRA)             | 77è                            |
| 45                                              | Valentin Paret-Peintre (FRA)   | 8è                             |
| 46                                              | Nans Peters (FRA)              | 71è                            |
| 47                                              | Bastien Tronchon (FRA)         | 21è                            |
| Director esportiu: Cyril Dessel, Nicolas Guillé |                                |                                |

| Intermarché-Wanty IWA | Intermarché-Wanty IWA  | Intermarché-Wanty IWA |
| --------------------- | ---------------------- | --------------------- |
| Núm                   | Ciclista               | Pos                   |
| 51                    | Lilian Calmejane (FRA) | 24è                   |
| 52                    | Biniam Girmay (ERI)    | 56è                   |
| 53                    | Madis Mihkels (EST)    | 74è                   |
| 54                    | Tom Paquot (BEL)       | 113è                  |
| 55                    | Simone Petilli (ITA)   | 58è                   |
| 56                    | Dion Smith (NZL)       | 57è                   |
| 57                    | Georg Zimmermann (GER) | 12è                   |

| Israel-Premier Tech IPT | Israel-Premier Tech IPT | Israel-Premier Tech IPT |
| ----------------------- | ----------------------- | ----------------------- |
| Núm                     | Ciclista                | Pos                     |
| 61                      | George Bennett (NZL)    | 36è                     |
| 62                      | Guillaume Boivin (CAN)  | 125è                    |
| 63                      | Simon Clarke (AUS)      | 68è                     |
| 64                      | Derek Gee (CAN)         | 52è                     |
| 65                      | Nick Schultz (AUS)      | 11è                     |
| 66                      | Corbin Strong (NZL)     | DNF-5                   |
| 67                      | Stephen Williams (GBR)  | 1r                      |

| Ineos Grenadiers IGD | Ineos Grenadiers IGD         | Ineos Grenadiers IGD |
| -------------------- | ---------------------------- | -------------------- |
| Núm                  | Ciclista                     | Pos                  |
| 71                   | Filippo Ganna (ITA)          | 116è                 |
| 72                   | Laurens De Plus (BEL)        | 45è                  |
| 73                   | Leo Hayter (GBR)             | 123è                 |
| 74                   | Jhonatan Narváez Prado (ECU) | 2n                   |
| 75                   | Joshua Tarling (GBR)         | 55è                  |
| 76                   | Ben Swift (GBR)              | 110è                 |
| 77                   | Elia Viviani (ITA)           | 118è                 |

| Bora-Hansgrohe BOH | Bora-Hansgrohe BOH         | Bora-Hansgrohe BOH |
| ------------------ | -------------------------- | ------------------ |
| Núm                | Ciclista                   | Pos                |
| 81                 | Sam Welsford (AUS)         | 99è                |
| 82                 | Roger Adrià Oliveras (ESP) | 18è                |
| 83                 | Patrick Gamper (AUT)       | 75è                |
| 84                 | Filip Maciejuk (POL)       | 94è                |
| 85                 | Ryan Mullen (IRL)          | 117è               |
| 86                 | Danny van Poppel (NED)     | 101è               |
| 87                 | Ben Zwiehoff (GER)         | 13è                |

| Team dsm-firmenich PostNL DFP | Team dsm-firmenich PostNL DFP | Team dsm-firmenich PostNL DFP |
| ----------------------------- | ----------------------------- | ----------------------------- |
| Núm                           | Ciclista                      | Pos                           |
| 91                            | Patrick Bevin (NZL)           | 109è                          |
| 92                            | Pavel Bittner (CZE)           | 92è                           |
| 93                            | Patrick Eddy (AUS)            | DNF-6                         |
| 94                            | Chris Hamilton (AUS)          | 25è                           |
| 95                            | Sean Flynn (GBR)              | 86è                           |
| 96                            | Emīls Liepiņš (LAT) (ruta)    | 95è                           |
| 97                            | Oscar Onley (GBR)             | 4t                            |

| Cofidis COF | Cofidis COF                   | Cofidis COF |
| ----------- | ----------------------------- | ----------- |
| Núm         | Ciclista                      | Pos         |
| 101         | Piet Allegaert (BEL)          | 102è        |
| 102         | Rubén Fernández Andújar (ESP) | 53è         |
| 103         | Eddy Finé (FRA)               | 44è         |
| 104         | Milan Fretin (BEL)            | 72è         |
| 105         | Oliver Knight (GBR)           | DNF-2       |
| 106         | Simon Geschke (GER)           | 42è         |
| 107         | Axel Mariault (FRA)           | 39è         |

| Arkéa-B&B Hotels ARK | Arkéa-B&B Hotels ARK    | Arkéa-B&B Hotels ARK |
| -------------------- | ----------------------- | -------------------- |
| Núm                  | Ciclista                | Pos                  |
| 111                  | Louis Barré (FRA)       | 28è                  |
| 112                  | Anthony Delaplace (FRA) | 51è                  |
| 113                  | Laurens Huys (BEL)      | 112è                 |
| 114                  | Kévin Ledanois (FRA)    | 78è                  |
| 115                  | Daniel McLay (GBR)      | 128è                 |
| 116                  | Miles Scotson (AUS)     | 85è                  |
| 117                  | Michel Ries (LUX)       | 31è                  |

| Movistar Team MOV | Movistar Team MOV               | Movistar Team MOV |
| ----------------- | ------------------------------- | ----------------- |
| Núm               | Ciclista                        | Pos               |
| 121               | Jon Barrenetxea (ESP)           | 32è               |
| 122               | Iván García Cortina (ESP)       | 81è               |
| 123               | Ruben Guerreiro (POR)           | 14è               |
| 124               | Johan Jacobs (SUI)              | 124è              |
| 125               | Manlio Moro (ITA)               | 89è               |
| 126               | Vinicius Rangel Costa (BRA)     | 111è              |
| 127               | Gonzalo Serrano Rodríguez (ESP) | 34è               |

| Team Visma \| Lease a Bike TVL | Team Visma \| Lease a Bike TVL | Team Visma \| Lease a Bike TVL |
| ------------------------------ | ------------------------------ | ------------------------------ |
| Núm                            | Ciclista                       | Pos                            |
| 131                            | Koen Bouwman (NED)             | 33è                            |
| 132                            | Robert Gesink (NED)            | 49è                            |
| 133                            | Bart Lemmen (NED)              | 5è                             |
| 134                            | Johannes Staune-Mittet (NOR)   | 105è                           |
| 135                            | Milan Vader (NED)              | 37è                            |
| 136                            | Loe van Belle (NED)            | 60è                            |
| 137                            | Mick van Dijke (NED)           | 65è                            |

| EF Education-EasyPost EFE | EF Education-EasyPost EFE          | EF Education-EasyPost EFE |
| ------------------------- | ---------------------------------- | ------------------------- |
| Núm                       | Ciclista                           | Pos                       |
| 141                       | Harry Sweeny (AUS)                 | 66è                       |
| 142                       | Stefan de Bod (RSA)                | 43è                       |
| 143                       | Owain Doull (GBR)                  | 73è                       |
| 144                       | Jack Rootkin-Gray (GBR)            | 104è                      |
| 145                       | Jonas Rutsch (GER)                 | 69è                       |
| 146                       | Archie Ryan (IRL)                  | 29è                       |
| 147                       | Jardi Christiaan van der Lee (NED) | 82è                       |

| Alpecin-Deceuninck ADC | Alpecin-Deceuninck ADC    | Alpecin-Deceuninck ADC |
| ---------------------- | ------------------------- | ---------------------- |
| Núm                    | Ciclista                  | Pos                    |
| 151                    | Maurice Ballerstedt (GER) | 108è                   |
| 152                    | Lars Boven (NED)          | 23è                    |
| 153                    | Juri Hollmann (GER)       | 62è                    |
| 154                    | Tobias Bayer (AUT)        | 40è                    |
| 155                    | Jason Osborne (GER)       | DNF-5                  |
| 156                    | Luca Vergallito (ITA)     | 17è                    |
| 157                    | Stan Van Tricht (BEL)     | 84è                    |

| Astana Qazaqstan Team AST | Astana Qazaqstan Team AST | Astana Qazaqstan Team AST |
| ------------------------- | ------------------------- | ------------------------- |
| Núm                       | Ciclista                  | Pos                       |
| 161                       | Samuele Battistella (ITA) | 121è                      |
| 162                       | Gianmarco Garofoli (ITA)  | 35è                       |
| 163                       | Michele Gazzoli (ITA)     | 120è                      |
| 164                       | Dmitri Grúzdev (KAZ)      | 80è                       |
| 165                       | Max Kanter (GER)          | 38è                       |
| 166                       | Rüdiger Selig (GER)       | NP-5                      |
| 167                       | Cristian Scaroni (ITA)    | 97è                       |

| Lidl-Trek LTK | Lidl-Trek LTK              | Lidl-Trek LTK |
| ------------- | -------------------------- | ------------- |
| Núm           | Ciclista                   | Pos           |
| 171           | Dario Cataldo (ITA)        | 91è           |
| 172           | Juan Pedro López (ESP)     | 16è           |
| 173           | Bauke Mollema (NED)        | 15è           |
| 174           | Jacopo Mosca (ITA)         | 79è           |
| 175           | Quinn Simmons (USA) (ruta) | 61è           |
| 176           | Natnael Tesfatsion (ERI)   | 50è           |
| 177           | Mathias Vacek (CZE) (ruta) | 64è           |

| Groupama-FDJ GFC | Groupama-FDJ GFC      | Groupama-FDJ GFC |
| ---------------- | --------------------- | ---------------- |
| Núm              | Ciclista              | Pos              |
| 181              | Clément Davy (FRA)    | 115è             |
| 183              | Fabian Lienhard (SUI) | 96è              |
| 184              | Enzo Paleni (FRA)     | 70è              |
| 185              | Laurence Pithie (NZL) | 22è              |
| 186              | Rudy Molard (FRA)     | DNF-3            |
| 187              | Reuben Thompson (NZL) | 48è              |

| Austràlia AUS | Austràlia AUS    | Austràlia AUS |
| ------------- | ---------------- | ------------- |
| Núm           | Ciclista         | Pos           |
| 191           | Michael Storer   | 20è           |
| 192           | Damien Howson    | 9è            |
| 193           | Declan Trezise   | 100è          |
| 194           | Tristan Saunders | 93è           |
| 195           | Luke Burns       | 67è           |
| 196           | Jackson Medway   | 106è          |
| 197           | Liam Walsh       | 114è          |

| UAE Team Emirates UAD            | UAE Team Emirates UAD     | UAE Team Emirates UAD |
| -------------------------------- | ------------------------- | --------------------- |
| Núm                              | Ciclista                  | Pos                   |
| 1                                | Alessandro Covi (ITA)     | 107è                  |
| 2                                | Finn Fisher-Black (NZL)   | 63è                   |
| 3                                | Álvaro Hodeg Chagui (COL) | 127è                  |
| 4                                | António Morgado (POR)     | 47è                   |
| 5                                | Diego Ulissi (ITA)        | 19è                   |
| 6                                | Michael Vink (NZL)        | 98è                   |
| 7                                | Isaac del Toro (MEX)      | 3r                    |
| Director esportiu: Marco Marcato |                           |                       |

| Team Jayco AlUla JAY | Team Jayco AlUla JAY     | Team Jayco AlUla JAY |
| -------------------- | ------------------------ | -------------------- |
| Núm                  | Ciclista                 | Pos                  |
| 11                   | Caleb Ewan (AUS)         | 103è                 |
| 12                   | Simon Yates (GBR)        | 7è                   |
| 13                   | Lucas Plapp (AUS) (ruta) | NP-4                 |
| 14                   | Kelland O'Brien (AUS)    | 90è                  |
| 15                   | Michael Hepburn (AUS)    | 129è                 |
| 16                   | Chris Harper (AUS)       | 26è                  |
| 17                   | Campbell Stewart (NZL)   | 122è                 |

| Bahrain Victorious TBV | Bahrain Victorious TBV      | Bahrain Victorious TBV |
| ---------------------- | --------------------------- | ---------------------- |
| Núm                    | Ciclista                    | Pos                    |
| 21                     | Nicolò Buratti (ITA)        | 119è                   |
| 22                     | Phil Bauhaus (GER)          | 88è                    |
| 23                     | Jack Haig (AUS)             | 10è                    |
| 24                     | Fran Miholjević (CRO)       | 87è                    |
| 25                     | Johan Price-Pejtersen (DEN) | 130è                   |
| 26                     | Cameron Scott (AUS)         | NP-4                   |
| 27                     | Torstein Træen (NOR)        | NP-5                   |

| Soudal Quick-Step SOQ | Soudal Quick-Step SOQ    | Soudal Quick-Step SOQ |
| --------------------- | ------------------------ | --------------------- |
| Núm                   | Ciclista                 | Pos                   |
| 31                    | Julian Alaphilippe (FRA) | 6è                    |
| 32                    | Josef Černý (CZE)        | 126è                  |
| 33                    | James Knox (GBR)         | 30è                   |
| 34                    | Casper Pedersen (DEN)    | 83è                   |
| 35                    | Pieter Serry (BEL)       | 59è                   |
| 36                    | Antoine Huby (FRA)       | 27è                   |
| 37                    | Gil Gelders (BEL)        | 76è                   |

| Decathlon-AG2R La Mondiale DAT                  | Decathlon-AG2R La Mondiale DAT | Decathlon-AG2R La Mondiale DAT |
| ----------------------------------------------- | ------------------------------ | ------------------------------ |
| Núm                                             | Ciclista                       | Pos                            |
| 41                                              | Clément Berthet (FRA)          | 46è                            |
| 42                                              | Franck Bonnamour (FRA)         | 54è                            |
| 43                                              | Jaakko Hänninen (FIN)          | 41è                            |
| 44                                              | Paul Lapeira (FRA)             | 77è                            |
| 45                                              | Valentin Paret-Peintre (FRA)   | 8è                             |
| 46                                              | Nans Peters (FRA)              | 71è                            |
| 47                                              | Bastien Tronchon (FRA)         | 21è                            |
| Director esportiu: Cyril Dessel, Nicolas Guillé |                                |                                |

| Intermarché-Wanty IWA | Intermarché-Wanty IWA  | Intermarché-Wanty IWA |
| --------------------- | ---------------------- | --------------------- |
| Núm                   | Ciclista               | Pos                   |
| 51                    | Lilian Calmejane (FRA) | 24è                   |
| 52                    | Biniam Girmay (ERI)    | 56è                   |
| 53                    | Madis Mihkels (EST)    | 74è                   |
| 54                    | Tom Paquot (BEL)       | 113è                  |
| 55                    | Simone Petilli (ITA)   | 58è                   |
| 56                    | Dion Smith (NZL)       | 57è                   |
| 57                    | Georg Zimmermann (GER) | 12è                   |

| Israel-Premier Tech IPT | Israel-Premier Tech IPT | Israel-Premier Tech IPT |
| ----------------------- | ----------------------- | ----------------------- |
| Núm                     | Ciclista                | Pos                     |
| 61                      | George Bennett (NZL)    | 36è                     |
| 62                      | Guillaume Boivin (CAN)  | 125è                    |
| 63                      | Simon Clarke (AUS)      | 68è                     |
| 64                      | Derek Gee (CAN)         | 52è                     |
| 65                      | Nick Schultz (AUS)      | 11è                     |
| 66                      | Corbin Strong (NZL)     | DNF-5                   |
| 67                      | Stephen Williams (GBR)  | 1r                      |

| Ineos Grenadiers IGD | Ineos Grenadiers IGD         | Ineos Grenadiers IGD |
| -------------------- | ---------------------------- | -------------------- |
| Núm                  | Ciclista                     | Pos                  |
| 71                   | Filippo Ganna (ITA)          | 116è                 |
| 72                   | Laurens De Plus (BEL)        | 45è                  |
| 73                   | Leo Hayter (GBR)             | 123è                 |
| 74                   | Jhonatan Narváez Prado (ECU) | 2n                   |
| 75                   | Joshua Tarling (GBR)         | 55è                  |
| 76                   | Ben Swift (GBR)              | 110è                 |
| 77                   | Elia Viviani (ITA)           | 118è                 |

| Bora-Hansgrohe BOH | Bora-Hansgrohe BOH         | Bora-Hansgrohe BOH |
| ------------------ | -------------------------- | ------------------ |
| Núm                | Ciclista                   | Pos                |
| 81                 | Sam Welsford (AUS)         | 99è                |
| 82                 | Roger Adrià Oliveras (ESP) | 18è                |
| 83                 | Patrick Gamper (AUT)       | 75è                |
| 84                 | Filip Maciejuk (POL)       | 94è                |
| 85                 | Ryan Mullen (IRL)          | 117è               |
| 86                 | Danny van Poppel (NED)     | 101è               |
| 87                 | Ben Zwiehoff (GER)         | 13è                |

| Team dsm-firmenich PostNL DFP | Team dsm-firmenich PostNL DFP | Team dsm-firmenich PostNL DFP |
| ----------------------------- | ----------------------------- | ----------------------------- |
| Núm                           | Ciclista                      | Pos                           |
| 91                            | Patrick Bevin (NZL)           | 109è                          |
| 92                            | Pavel Bittner (CZE)           | 92è                           |
| 93                            | Patrick Eddy (AUS)            | DNF-6                         |
| 94                            | Chris Hamilton (AUS)          | 25è                           |
| 95                            | Sean Flynn (GBR)              | 86è                           |
| 96                            | Emīls Liepiņš (LAT) (ruta)    | 95è                           |
| 97                            | Oscar Onley (GBR)             | 4t                            |

| Cofidis COF | Cofidis COF                   | Cofidis COF |
| ----------- | ----------------------------- | ----------- |
| Núm         | Ciclista                      | Pos         |
| 101         | Piet Allegaert (BEL)          | 102è        |
| 102         | Rubén Fernández Andújar (ESP) | 53è         |
| 103         | Eddy Finé (FRA)               | 44è         |
| 104         | Milan Fretin (BEL)            | 72è         |
| 105         | Oliver Knight (GBR)           | DNF-2       |
| 106         | Simon Geschke (GER)           | 42è         |
| 107         | Axel Mariault (FRA)           | 39è         |

| Arkéa-B&B Hotels ARK | Arkéa-B&B Hotels ARK    | Arkéa-B&B Hotels ARK |
| -------------------- | ----------------------- | -------------------- |
| Núm                  | Ciclista                | Pos                  |
| 111                  | Louis Barré (FRA)       | 28è                  |
| 112                  | Anthony Delaplace (FRA) | 51è                  |
| 113                  | Laurens Huys (BEL)      | 112è                 |
| 114                  | Kévin Ledanois (FRA)    | 78è                  |
| 115                  | Daniel McLay (GBR)      | 128è                 |
| 116                  | Miles Scotson (AUS)     | 85è                  |
| 117                  | Michel Ries (LUX)       | 31è                  |

| Movistar Team MOV | Movistar Team MOV               | Movistar Team MOV |
| ----------------- | ------------------------------- | ----------------- |
| Núm               | Ciclista                        | Pos               |
| 121               | Jon Barrenetxea (ESP)           | 32è               |
| 122               | Iván García Cortina (ESP)       | 81è               |
| 123               | Ruben Guerreiro (POR)           | 14è               |
| 124               | Johan Jacobs (SUI)              | 124è              |
| 125               | Manlio Moro (ITA)               | 89è               |
| 126               | Vinicius Rangel Costa (BRA)     | 111è              |
| 127               | Gonzalo Serrano Rodríguez (ESP) | 34è               |

| Team Visma \| Lease a Bike TVL | Team Visma \| Lease a Bike TVL | Team Visma \| Lease a Bike TVL |
| ------------------------------ | ------------------------------ | ------------------------------ |
| Núm                            | Ciclista                       | Pos                            |
| 131                            | Koen Bouwman (NED)             | 33è                            |
| 132                            | Robert Gesink (NED)            | 49è                            |
| 133                            | Bart Lemmen (NED)              | 5è                             |
| 134                            | Johannes Staune-Mittet (NOR)   | 105è                           |
| 135                            | Milan Vader (NED)              | 37è                            |
| 136                            | Loe van Belle (NED)            | 60è                            |
| 137                            | Mick van Dijke (NED)           | 65è                            |

| EF Education-EasyPost EFE | EF Education-EasyPost EFE          | EF Education-EasyPost EFE |
| ------------------------- | ---------------------------------- | ------------------------- |
| Núm                       | Ciclista                           | Pos                       |
| 141                       | Harry Sweeny (AUS)                 | 66è                       |
| 142                       | Stefan de Bod (RSA)                | 43è                       |
| 143                       | Owain Doull (GBR)                  | 73è                       |
| 144                       | Jack Rootkin-Gray (GBR)            | 104è                      |
| 145                       | Jonas Rutsch (GER)                 | 69è                       |
| 146                       | Archie Ryan (IRL)                  | 29è                       |
| 147                       | Jardi Christiaan van der Lee (NED) | 82è                       |

| Alpecin-Deceuninck ADC | Alpecin-Deceuninck ADC    | Alpecin-Deceuninck ADC |
| ---------------------- | ------------------------- | ---------------------- |
| Núm                    | Ciclista                  | Pos                    |
| 151                    | Maurice Ballerstedt (GER) | 108è                   |
| 152                    | Lars Boven (NED)          | 23è                    |
| 153                    | Juri Hollmann (GER)       | 62è                    |
| 154                    | Tobias Bayer (AUT)        | 40è                    |
| 155                    | Jason Osborne (GER)       | DNF-5                  |
| 156                    | Luca Vergallito (ITA)     | 17è                    |
| 157                    | Stan Van Tricht (BEL)     | 84è                    |

| Astana Qazaqstan Team AST | Astana Qazaqstan Team AST | Astana Qazaqstan Team AST |
| ------------------------- | ------------------------- | ------------------------- |
| Núm                       | Ciclista                  | Pos                       |
| 161                       | Samuele Battistella (ITA) | 121è                      |
| 162                       | Gianmarco Garofoli (ITA)  | 35è                       |
| 163                       | Michele Gazzoli (ITA)     | 120è                      |
| 164                       | Dmitri Grúzdev (KAZ)      | 80è                       |
| 165                       | Max Kanter (GER)          | 38è                       |
| 166                       | Rüdiger Selig (GER)       | NP-5                      |
| 167                       | Cristian Scaroni (ITA)    | 97è                       |

| Lidl-Trek LTK | Lidl-Trek LTK              | Lidl-Trek LTK |
| ------------- | -------------------------- | ------------- |
| Núm           | Ciclista                   | Pos           |
| 171           | Dario Cataldo (ITA)        | 91è           |
| 172           | Juan Pedro López (ESP)     | 16è           |
| 173           | Bauke Mollema (NED)        | 15è           |
| 174           | Jacopo Mosca (ITA)         | 79è           |
| 175           | Quinn Simmons (USA) (ruta) | 61è           |
| 176           | Natnael Tesfatsion (ERI)   | 50è           |
| 177           | Mathias Vacek (CZE) (ruta) | 64è           |

| Groupama-FDJ GFC | Groupama-FDJ GFC      | Groupama-FDJ GFC |
| ---------------- | --------------------- | ---------------- |
| Núm              | Ciclista              | Pos              |
| 181              | Clément Davy (FRA)    | 115è             |
| 183              | Fabian Lienhard (SUI) | 96è              |
| 184              | Enzo Paleni (FRA)     | 70è              |
| 185              | Laurence Pithie (NZL) | 22è              |
| 186              | Rudy Molard (FRA)     | DNF-3            |
| 187              | Reuben Thompson (NZL) | 48è              |

| Austràlia AUS | Austràlia AUS    | Austràlia AUS |
| ------------- | ---------------- | ------------- |
| Núm           | Ciclista         | Pos           |
| 191           | Michael Storer   | 20è           |
| 192           | Damien Howson    | 9è            |
| 193           | Declan Trezise   | 100è          |
| 194           | Tristan Saunders | 93è           |
| 195           | Luke Burns       | 67è           |
| 196           | Jackson Medway   | 106è          |
| 197           | Liam Walsh       | 114è          |